# Сухожебры (гмина)
Сухожебры (пол. Suchożebry) — сельская гмина (волость) в Польше, входит как административная единица в Седлецкий повет, Мазовецкое воеводство. Население — 4620 человек (на 2004 год).

## Демография
| Перепись                       | Всего   | Всего | Женщины | Женщины | Мужчины | Мужчины |
| ------------------------------ | ------- | ----- | ------- | ------- | ------- | ------- |
| Единицы                        | человек | %     | человек | %       | человек | %       |
| Население                      | 4620    | 100   | 2264    | 49      | 2356    | 51      |
| Плотность населения (чел./км²) | 45,9    | 45,9  | 22,5    | 22,5    | 23,4    | 23,4    |

## Сельские округа
1. Борки-Седлецке
2. Бжозув
3. Копце
4. Ковнациска
5. Крыница
6. Кшеслин
7. Кшеслинек
8. Накоры
9. Поднесьно
10. Пшигоды
11. Сосна-Кицки
12. Сосна-Корабе
13. Сосна-Козулки
14. Сосна-Троянки
15. Станы-Дуже
16. Станы-Мале
17. Сухожебры
18. Воля-Сухожебрска

## Соседние гмины
1. Гмина Беляны
2. Гмина Мокободы
3. Гмина Морды
4. Гмина Папротня
5. Гмина Седльце